# 林仙芳
林仙芳（1991年8月16日—）為臺灣女子籃球運動員，場上位置為後衛。林仙芳來出身臺東，來自新生國中，之後就讀金甌女中與臺北市立大學，效力過台電女籃，2018年前往中國大陸加盟陜西天澤女籃，征戰WCBA三個球季後因為COVID-19疫情返回臺灣。

## 外部連結
- 林仙芳在Eurobasket.com（球員）（英语）